# Ahmed Abelrahman
Ahmed Ali Abdulrahman Ali Abelrahman (in arabo أأحمد على عبدالرحمن على عبد الرحمن‎?; 26 maggio 1996) è un judoka egiziano.
Nel 2016 ha partecipato ai Giochi olimpici di Rio de Janeiro perdendo però al primo turno contro il kyrghizo Otar Bestaev.

## Palmarès
- Campionati africani

Tunisi 2016: oro nei -60kg;
Antanarivo 2017: bronzo nei -60kg;
Tunisi 2018: argento nei -60kg.
Città del Capo 2019: bronzo nei -66kg;
- Giochi africani

Brazzaville 2015: oro nei -60kg.
- Campionati africani junior:

Sharm El Sheikh 2014: oro nei -60kg.